# ويليام كارمايكل
ويليام كارمايكل (بالإنجليزية: William Carmichael)‏ هو محامي ودبلوماسي أمريكي، ولد في 1739 في مقاطعة آن آن في الولايات المتحدة، وتوفي في 9 فبراير 1795 في مدريد في إسبانيا.